# Tchanaga
Tchanaga est une petite ville du Togo.

## Géographie
Tchanaga est situé à environ 51 km de Dapaong.

## Vie économique
Marché traditionnel le vendredi de chaque semaine